# Diecezja Jérémie
Diecezja Jérémie (łac. Dioecesis Ieremiopolitanus) – katolicka diecezja na Haiti należąca do archidiecezji Port-au-Prince. Została erygowana 20 kwietnia 1972 roku.

## Ordynariusze
- Charles-Edouard Peters, S.M.M. (1972 - 1975)
- Joseph Willy Romélus (1977 - 2009)
- Joseph Gontrand Décoste S.J. (od 2009)